# Ліса (Брашов)
Ліса (рум. Lisa) — село у повіті Брашов в Румунії. Адміністративний центр комуни Ліса.
Село розташоване на відстані 173 км на північний захід від Бухареста, 59 км на захід від Брашова.

## Населення
За даними перепису населення 2002 року у селі проживали 1008 осіб. Усі жителі села рідною мовою назвали румунську.
Національний склад населення села:
| Національність | Кількість осіб | Відсоток |
| -------------- | -------------- | -------- |
| румуни         | 871            | 86,4%    |
| цигани         | 137            | 13,6%    |